# Coupe d'Europe des clubs de basket-ball en fauteuil roulant 2017
Navigation
Saison précédente Saison suivante
La Coupe d'Europe des clubs de basket-ball en fauteuil roulant 2017, ou EuroCup 2017, est la 42e Coupe d'Europe des clubs de basket-ball en fauteuil roulant, organisée par l'IWBF Europe.

## Changement de format de la Champion's Cup
L'EuroCup 1, ou Coupe des Clubs Champions, change de format dans un souci d'économies, accentuant les dispositions prises la saison précédente. Celles-ci n'affectent pas les trois autres coupes ni le tour préliminaire de l'Euroligue (EL) à trois divisions. Le tour préliminaire de l'EL1 en trois groupes (A, B et C) est maintenu. La phase finale à 8 est supprimée et remplacée par un plateau en 1/4 de finale, constitué de deux groupes de quatre, de la manière suivante :
- Groupe D : 1er de l'EL1 groupe A, 2e de l'EL1 groupe B, 1er de l'EL1 groupe C
- Groupe E : 2e de l'EL1 groupe A, 1er de l'EL1 groupe B, 2e de l'EL1 groupe C
- Le champion d'Europe et le vice-champion se voient attribuer l'accueil et l'organisation d'un des deux groupes par tirage au sort.

La composition des groupes peut être modifiée suivant certaines règles (éviter la présence de clubs d'un même pays dans un même groupe notamment), comme les années précédentes.
Les deux premiers de chaque groupe s'affrontent sur terrain neutre lors d'un final four à élimination directe (le premier du groupe D contre le deuxième du groupe E dans une première rencontre, puis le premier du groupe E contre le deuxième du groupe D).

## Tour préliminaire

### Équipes dispensées de tour préliminaire (qualifications directes)
Les formations suivantes sont directement qualifiées pour les 1/4 de finale de l'Eurocup 1 ou la phase finale d'une des trois autres coupes d'Europe, selon le tableau ci-dessous.feuroli
| Équipe                 | Qualification directe pour                          | Statut                                                   |
| ---------------------- | --------------------------------------------------- | -------------------------------------------------------- |
| CD Ilunion Madrid      | EuroCup 1 (1/4 de finale) Coupe des Clubs Champions | Champion d'Europe 2016                                   |
| RSV Lahn-Dill          | EuroCup 1 (1/4 de finale) Coupe des Clubs Champions | Vice-champion d'Europe 2016                              |
| Toulouse Iron Club     | EuroCup 2 Coupe André Vergauwen                     | Club organisateur de la phase finale de l'EuroCup 2 2017 |
| Yalova Ortopedikler SK | EuroCup 3 Coupe Willi Brinkmann                     | Club organisateur de la phase finale de l'EuroCup 3 2017 |
| CD Amfiv Vigo          | EuroCup 4 Challenge Cup                             | Club organisateur de la phase finale de l'EuroCup 4 2017 |

### Euroleague 1
L'Euroleague 1 qualifie quatre des cinq équipes de chacune de ses poules : les deux premières pour la Coupe des Champions (EuroCup 1), les deux suivantes respectivement pour les coupes Vergauwen et Brinkmann.

#### Groupe A
L'organisation du groupe A a été attribuée aux Allemands de Thüringia Bulls, vainqueurs de l'EuroCup 2 en 2016. Ils retrouvent Meaux (3e de cette même coupe), Varèse (5e) et Ramat Gan (6e). Les Turcs de Beşiktaş, cinquièmes de l'EuroCup 1 et déjà présents dans le groupe du tour préliminaire de Thüringia en 2015, complètent la poule.
| Groupe A |                           |     |   |   |     |     |      |     |       |
|          | Équipe                    | Pts | G | P | PP  | PC  | Diff | Dép | Moy   |
| 1        | RSB Thüringia Bulls       | 8   | 4 | 0 | 326 | 208 | +118 |     | 82-52 |
| 2        | Beşiktaş JK               | 7   | 3 | 1 | 276 | 187 | +89  |     | 69-47 |
| 3        | CS Meaux BF               | 6   | 2 | 2 | 243 | 272 | -29  |     | 61-68 |
| 4        | ASD Handicap Sport Varese | 5   | 1 | 3 | 203 | 271 | -68  |     | 51-68 |
| 5        | Ilan Ramat Gan            | 4   | 0 | 4 | 202 | 312 | -110 |     | 51-78 |

| Légende | Légende                   |
| ------- | ------------------------- |
|         | Qualifié pour l'EuroCup 1 |
|         | Qualifié pour l'EuroCup 2 |
|         | Qualifié pour l'EuroCup 3 |
|         | Éliminé                   |

| Thüringia Beşiktaş Meaux Ramat Gan Varese |

#### Groupe B
Le groupe B prend place à Porto Torres, 7e de l'EuroCup 1 en 2016, qui retrouve Galatasaray (5e de cette coupe). Derrière ces deux favoris, deux participants de l'EuroCup 2 sont aussi présents : Hambourg (3e) et Valladolid (4e). Le Cannet, qui n'avait pas passé le cap de l'Euroleague 1 l'année précédente, se rend aussi en Italie.
| Groupe B |                                  |     |   |   |     |     |      |     |       |
|          | Équipe                           | Pts | G | P | PP  | PC  | Diff | Dép | Moy   |
| 1        | BG Baskets Hamburg               | 7   | 3 | 1 | 294 | 215 | +79  | +12 | 74-54 |
| 2        | GSD Porto Torres                 | 7   | 3 | 1 | 277 | 266 | +11  | -1  | 69-67 |
| 3        | Galatasaray SK                   | 7   | 3 | 1 | 230 | 208 | +22  | -11 | 58-52 |
| 4        | Fundación Grupo Norte Valladolid | 5   | 1 | 3 | 210 | 236 | -26  |     | 53-59 |
| 5        | Hornets Le Cannet                | 4   | 0 | 4 | 194 | 280 | -86  |     | 49-70 |

| Légende | Légende                   |
| ------- | ------------------------- |
|         | Qualifié pour l'EuroCup 1 |
|         | Qualifié pour l'EuroCup 2 |
|         | Qualifié pour l'EuroCup 3 |
|         | Éliminé                   |

| Porto Torres Galatasaray Hambourg Valladolid Le Cannet |

#### Groupe C
Le groupe C est attribué à Gran Canaria, médaillé de bronze en EuroCup 3 en 2016. Les Espagnols retrouvent Giulianova, 2e de l'EuroCup 3, et leurs compatriotes de Cantù (3e de l'EuroCup 1). Hyères et Tel Aviv, déjà dans le groupe d'Euroleague 1 de Porto Torres, n'avaient participé à aucune finale en 2016.
| Groupe C |                             |     |   |   |     |     |      |     |       |
|          | Équipe                      | Pts | G | P | PP  | PC  | Diff | Dép | Moy   |
| 1        | Unipol Sai Briantea84 Cantù | 8   | 4 | 0 | 322 | 189 | +133 |     | 81-47 |
| 2        | Hyères HC                   | 6   | 2 | 2 | 242 | 257 | -15  | +10 | 61-64 |
| 3        | DECO Amicacci Giulianova    | 6   | 2 | 2 | 258 | 249 | +9   | -10 | 65-62 |
| 4        | BSR Ace Gran Canaria        | 5   | 1 | 3 | 225 | 253 | +0   | +15 | 56-63 |
| 5        | Beit Halochem Tel Aviv      | 5   | 1 | 3 | 210 | 309 | -99  | -15 | 53-77 |

| Légende | Légende                   |
| ------- | ------------------------- |
|         | Qualifié pour l'EuroCup 1 |
|         | Qualifié pour l'EuroCup 2 |
|         | Qualifié pour l'EuroCup 3 |
|         | Éliminé                   |

| Gran Canaria Cantù Giulianova Hyères Tel Aviv |

### Euroleague 2
L'Euroleague 2 donne accès aux trois dernières coupes d'Europe (Vergauwen, Brinkmann et Challenge Cup) pour les trois premières équipes de chaque poule.

#### Groupe A
Le groupe A de l'Euroleague 2 est organisé par les Sitting Bulls à Klosterneuburg, 7e de l'EuroCup 2 en 2016. Les Autrichiens accueillent quatre formations ayant participé à l'EuroCup 4 la saison passée : Albacete (double tenant du titre en Challenge Cup), Rehab Merkezi (3e), Banja Luka (5e) et Haïfa (8e).
| Groupe A |                                     |     |   |   |     |     |      |     |       |
|          | Équipe                              | Pts | G | P | Pm  | Pe  | Diff | Dép | Moy   |
| 1        | BSR Amiab Albacete                  | 8   | 4 | 0 | 315 | 187 | +128 |     | 79-47 |
| 2        | Beit Halochem Haïfa                 | 6   | 2 | 2 | 205 | 261 | -56  | +5  | 51-65 |
| 3        | TSK Rehab Merkezi Engelliler SK     | 6   | 2 | 2 | 242 | 240 | +2   | -5  | 61-60 |
| 4        | Interwetten Coloplast Sitting Bulls | 5   | 1 | 3 | 215 | 256 | -41  | +4  | 54-64 |
| 5        | KKI Vrbas Banja Luka                | 5   | 1 | 3 | 238 | 271 | -33  | -4  | 60-68 |

| Légende | Légende                   |
| ------- | ------------------------- |
|         | Qualifié pour l'EuroCup 2 |
|         | Qualifié pour l'EuroCup 3 |
|         | Qualifié pour l'EuroCup 4 |
|         | Éliminé                   |

| Sitting Bulls Haïfa Albacete Pendik Banja · Luka |

#### Groupe B
Le groupe B prend place à Padova, qui avait participé à l'EuroCup 3 en 2016 et terminé à la 7e place. Les Italiens retrouvent Oldham, 6e de cette même coupe. Les trois autres équipes n'avaient pas passé le cap des qualifications : Bordeaux (5e du groupe B de l'EL 2), Anvers (4e du même groupe), et DeVeDo (5e du groupe D de l'EL 2).
| Groupe B |                                    |     |   |   |     |     |      |     |       |
|          | Équipe                             | Pts | G | P | Pm  | Pe  | Diff | Dép | Moy   |
| 1        | Oldham Owls                        | 8   | 4 | 0 | 280 | 193 | +87  |     | 70-48 |
| 2        | ASD Padova Millennium Basket ONLUS | 7   | 3 | 1 | 279 | 249 | +30  |     | 70-62 |
| 3        | SC DeVeDo                          | 6   | 2 | 2 | 214 | 225 | -11  |     | 54-56 |
| 4        | Antwerp GEMBO Players              | 5   | 1 | 3 | 207 | 237 | -30  |     | 52-59 |
| 5        | Léopards de Guyenne Bordeaux       | 4   | 0 | 4 | 182 | 258 | -76  |     | 46-65 |

| Légende | Légende                   |
| ------- | ------------------------- |
|         | Qualifié pour l'EuroCup 2 |
|         | Qualifié pour l'EuroCup 3 |
|         | Qualifié pour l'EuroCup 4 |
|         | Éliminé                   |

| Padova Oldham Bordeaux Antwerp DeVeDo |

#### Groupe C
Le groupe C de l'Euroleague 2 a été attribué aux Suisses des Pilatus Dragons, 7e de l'EuroCup 4 en 2016. Ils retrouvent Köln, 6e de cette même coupe. Les trois autres équipes n'avaient participé à aucune phase finale : Meylan (4e du groupe C de l'EL 2), Neva Star (4e du groupe A de l'EL 2) et Karabükspor (2e du groupe B de l'EL 3 et promu au niveau préliminaire supérieur).
| Groupe C |                                   |     |   |   |     |     |      |     |       |
|          | Équipe                            | Pts | G | P | Pm  | Pe  | Diff | Dép | Moy   |
| 1        | Kardemir Karabükspor Kulübü       | 8   | 4 | 0 | 309 | 200 | +109 |     | 77-50 |
| 2        | BasKI Neva Star Saint-Petersbourg | 7   | 3 | 1 | 234 | 214 | +20  |     | 59-54 |
| 3        | Pilatus Dragons RCZS              | 6   | 2 | 2 | 234 | 224 | +10  |     | 59-56 |
| 4        | RSC Köln 99ers                    | 5   | 1 | 3 | 225 | 273 | -48  |     | 56-68 |
| 5        | Meylan Grenoble Handibasket       | 4   | 0 | 4 | 183 | 274 | -91  |     | 46-69 |

| Légende | Légende                   |
| ------- | ------------------------- |
|         | Qualifié pour l'EuroCup 2 |
|         | Qualifié pour l'EuroCup 3 |
|         | Qualifié pour l'EuroCup 4 |
|         | Éliminé                   |

| Pilatus · Dragons Köln Meylan Neva Star Karabük |

#### Groupe D
Le groupe D est organisé en Espagne par Bilbao, 2e de l'EuroCup 4. Les Russes de Nevskiy Alyans (8e de l'EuroCup 2 en 2016) sont les favoris. Les trois autres équipes n'avaient pas passé la phase préliminaire : Lannion (4e du groupe D de l'EL 2), Meyrin (5e du groupe C de l'EL 2, présents avec les Russes) et Londres (3e du groupe C de l'EL 3 et tout nouveaux promus à ce niveau).
| Groupe D |                                       |     |   |   |     |     |      |     |       |
|          | Équipe                                | Pts | G | P | Pm  | Pe  | Diff | Dép | Moy   |
| 1        | Bidaideak Bilbao BSR                  | 8   | 4 | 0 | 330 | 193 | +137 |     | 83-48 |
| 2        | BKIS Nevskiy Alyans Saint-Petersbourg | 7   | 3 | 1 | 294 | 262 | +32  |     | 74-66 |
| 3        | London Titans                         | 6   | 2 | 2 | 230 | 239 | -9   |     | 58-60 |
| 4        | CTH Lannion                           | 5   | 1 | 3 | 222 | 310 | -88  |     | 56-78 |
| 5        | Aigles de Meyrin                      | 4   | 0 | 4 | 205 | 277 | -72  |     | 51-69 |

| Légende | Légende                   |
| ------- | ------------------------- |
|         | Qualifié pour l'EuroCup 2 |
|         | Qualifié pour l'EuroCup 3 |
|         | Qualifié pour l'EuroCup 4 |
|         | Éliminé                   |

| Bilbao Nevskiy Alyans Lannion Meyrin Londres |

### Euroleague 3
L'Euroleague 3 est la dernière division du tour préliminaire. Seules les équipes classées en tête de leur groupe sont qualifiées pour la phase finale de l'EuroCup 4.

#### Groupe A
Le groupe A est organisé à Amsterdam par SC Only Friends, 4e du groupe A de l'EL 3 en 2016 et habitués à ce niveau, tout comme Wiesbaden (2e du groupe C de l'EL 3). Les autres équipes de la poule ne sont pas régulièrement présentes en Coupe d'Europe : Izmir (dont la dernière participation remonte à l'EuroCup 3 en 2014), Lodz (dernière participation en 2013 en Euroligue 2) et Dodekanisos (dernière participation en 2015 en Euroligue 3).
| Groupe A |                              |     |   |   |     |     |      |     |       |
|          | Équipe                       | Pts | G | P | Pm  | Pe  | Diff | Dép | Moy   |
| 1        | Rhine River Rhinos Wiesbaden | 8   | 4 | 0 | 298 | 162 | +136 |     | 75-41 |
| 2        | Izmir BB Genclik VESK        | 7   | 3 | 1 | 321 | 204 | +117 |     | 80-51 |
| 3        | SC Only Friends Amsterdam    | 6   | 2 | 2 | 212 | 201 | +11  |     | 53-50 |
| 4        | GS Dodekanisos               | 5   | 1 | 3 | 137 | 274 | -137 |     | 34-69 |
| 5        | LTRSN Lodz                   | 4   | 0 | 4 | 160 | 287 | -127 |     | 40-72 |

| Légende | Légende                   |
| ------- | ------------------------- |
|         | Qualifié pour l'EuroCup 4 |
|         | Éliminé                   |

| Amsterdam Wiesbaden Izmir Lodz |

#### Groupe B
Sheffield, qui a remporté trois Coupes d'Europe dans son histoire, reçoit le groupe B après une année de disette (la dernière apparition remonte à l'Euroligue 2 en 2015). Les Britanniques accueillent d'autres habitués de l'Euroligue 3 : Kazan (4e du groupe C en 2016), Konstancin (5e derrière Kazan) et Alexander the Great'94 Pileas (5e de son groupe en 2015, absent en 2016). Ce dernier est remplacé peu avant le début de la compétition par l'équipe française de CAPSAAA Paris (5e en Euroligue 2 en 2016). Marseille est novice à ce niveau mais dispose d'un effectif taillé pour rivaliser avec ses hôtes.
| Groupe B |                    |     |   |   |     |     |      |     |       |
|          | Équipe             | Pts | G | P | Pm  | Pe  | Diff | Dép | Moy   |
| 1        | HSB Marseille      | 7   | 3 | 1 | 290 | 210 | +80  | +13 | 73-53 |
| 2        | Sheffield Steelers | 7   | 3 | 1 | 291 | 262 | +29  | -3  | 73-66 |
| 3        | Krylja Barsa Kazan | 7   | 3 | 1 | 305 | 256 | +49  | -10 | 76-64 |
| 4        | CAPSAAA Paris      | 5   | 1 | 3 | 221 | 243 | -22  |     | 55-61 |
| 5        | IKS GTM Konstancin | 4   | 0 | 4 | 181 | 317 | -136 |     | 45-79 |

| Légende | Légende                   |
| ------- | ------------------------- |
|         | Qualifié pour l'EuroCup 4 |
|         | Éliminé                   |

| Sheffield Kazan Konstancin Marseille Paris |

#### Groupe C
Le groupe C de l'Euroligue 3 est attribué aux néophytes de Pardubice et organisé à Brno, dont le club local a déjà plusieurs fois accueilli des groupes de l'EL3. Gradačac et les Flink Stones se retrouvent à nouveau au tour préliminaire (après leurs respectives 3e et 5e place du groupe A de l'EL3 en 2016), tandis que Nottingham refait son apparition sur la scène européenne (dernière participation en Euroligue 3 en 2015). Les Grecs de l'AC Aris Thessaloniki étaient novices à ce niveau avant d'être remplacés par les Polonais de Kielce, qui eux aussi participent pour la première fois à la compétition.
| Groupe C |                          |     |   |   |     |     |      |     |       |
|          | Équipe                   | Pts | G | P | Pm  | Pe  | Diff | Dép | Moy   |
| 1        | WB Studánka Pardubice    | 8   | 4 | 0 | 294 | 229 | +65  |     | 74-57 |
| 2        | KS Pactum Scyzory Kielce | 7   | 3 | 1 | 224 | 198 | +26  |     | 56-50 |
| 3        | KIK Zmaj Gradačac        | 6   | 2 | 2 | 257 | 225 | +32  |     | 64-56 |
| 4        | RBB Flink Stones Graz    | 5   | 1 | 3 | 239 | 256 | -17  |     | 60-64 |
| 5        | Coyotes WBC Nottingham   | 4   | 0 | 4 | 170 | 276 | -106 |     | 43-69 |

| Légende | Légende                   |
| ------- | ------------------------- |
|         | Qualifié pour l'EuroCup 4 |
|         | Éliminé                   |

| Pardubice Gradačac Nottingham Graz Kielce |

## Finales

### Eurocup 1: Coupe des Clubs Champions
Pour la première fois dans l'épreuve, un final four est organisé. Avant celui-ci, de nouvelles poules de quatre équipes sont constituées, selon les mêmes règles que l'Euroligue 1 ou les phases finales précédentes, en limitant le nombre de clubs d'un même pays dans une même poule, et en évitant que deux équipes opposées en tour préliminaire ne se retrouvent à nouveau.

#### Quarts de finale
Groupe Madrid

Le premier groupe est celui du champion d'Europe en titre, le CD Ilunion Madrid, qui reçoit Hambourg (1er du groupe B de l'EL1), Beşiktaş (2e du groupe A de l'EL1) et Cantú (1er du groupe C de l'EL1).
| Groupe D | Groupe D                    | Groupe D | Groupe D | Groupe D | Groupe D | Groupe D | Groupe D | Groupe D | Groupe D |
|          | Équipe                      | Pts      | G        | P        | Pm       | Pe       | Diff     | Dép      | Moy      |
| -------- | --------------------------- | -------- | -------- | -------- | -------- | -------- | -------- | -------- | -------- |
| 1        | CD Ilunion Madrid           | 6        | 3        | 0        | 225      | 198      | +27      |          | 75-66    |
| 2        | Unipol Sai Briantea84 Cantù | 5        | 2        | 1        | 213      | 178      | +35      |          | 71-59    |
| 3        | Beşiktaş JK                 | 4        | 1        | 2        | 191      | 220      | -29      |          | 64-73    |
| 4        | BG Baskets Hamburg          | 3        | 0        | 3        | 217      | 250      | -33      |          | 72-83    |

| Légende | Légende                     |
| ------- | --------------------------- |
|         | Qualifié pour le final four |
|         | Éliminé                     |

Groupe Wetzlar

Le second groupe est celui du vice-champion d'Europe, Lahn-Dill, qui accueille Thüringia (1er du groupe A de l'EL1), Porto Torres (2e du groupe B de l'EL1) et Hyères (2e du groupe C de l'EL1).
| Groupe E | Groupe E            | Groupe E | Groupe E | Groupe E | Groupe E | Groupe E | Groupe E | Groupe E | Groupe E |
|          | Équipe              | Pts      | G        | P        | Pm       | Pe       | Diff     | Dép      | Moy      |
| -------- | ------------------- | -------- | -------- | -------- | -------- | -------- | -------- | -------- | -------- |
| 1        | RSV Lahn-Dill       | 5        | 2        | 1        | 202      | 174      | +28      | +17      | 67-58    |
| 2        | RSB Thüringia Bulls | 5        | 2        | 1        | 198      | 175      | +23      | -17      | 66-58    |
| 3        | Hyères HC           | 4        | 1        | 2        | 184      | 230      | -46      | +2       | 61-77    |
| 4        | GSD Porto Torres    | 4        | 1        | 2        | 202      | 207      | -5       | -2       | 67-69    |

| Légende | Légende                     |
| ------- | --------------------------- |
|         | Qualifié pour le final four |
|         | Éliminé                     |

#### Final four
Les équipes classées aux deux premières places de chaque poule de 14/ de finale se disputent le titre lors d'un final four. Celui-ci est organisé en Espagne, à Tenerife (Îles Canaries).
|  | 1/2 finales                   | 1/2 finales                 |                   |    | Finale     | Finale     |
|  | 1/2 finales                   | 1/2 finales                 |                   |    | Finale     | Finale     |
|  |                               |                             |                   |    |            |            |
|  | 5 mai 2017                    | 5 mai 2017                  |                   |    | 6 mai 2017 | 6 mai 2017 |
|  | 5 mai 2017                    | 5 mai 2017                  |                   |    | 6 mai 2017 | 6 mai 2017 |
|  | CD Ilunion Madrid             | 92                          |                   |    | 6 mai 2017 | 6 mai 2017 |
|  | CD Ilunion Madrid             | 92                          |                   |    | 6 mai 2017 | 6 mai 2017 |
|  | RSB Thüringia Bulls           | 64                          |                   |    | 6 mai 2017 | 6 mai 2017 |
|  | RSB Thüringia Bulls           | 64                          | CD Ilunion Madrid | 77 |            |            |
|  | 5 mai 2017                    |                             | CD Ilunion Madrid | 77 |            |            |
|  |                               | Unipol Sai Briantea84 Cantù | 68                |    |            |            |
|  | ' Unipol Sai Briantea84 Cantù | Unipol Sai Briantea84 Cantù | 68                | 66 |            |            |
|  | ' Unipol Sai Briantea84 Cantù |                             |                   | 66 |            |            |
|  | RSV Lahn-Dill                 | 53                          |                   |    |            |            |
|  | RSV Lahn-Dill                 | 53                          | 3e place          |    |            |            |
|  |                               |                             |                   |    |            |            |
|  | 6 mai 2017                    |                             |                   |    |            |            |
|  |                               |                             |                   |    |            |            |
|  | RSB Thüringia Bulls           | 68                          |                   |    |            |            |
|  | RSB Thüringia Bulls           | 68                          |                   |    |            |            |
|  | RSV Lahn-Dill                 | 70                          |                   |    |            |            |
|  | RSV Lahn-Dill                 | 70                          |                   |    |            |            |

### Eurocup 2: Coupe André Vergauwen
L'EuroCup 2 est organisée à Toulouse. Les deux poules sont composées de :
| Poule A - Toulouse Iron Club (organisateur) - Galatasaray SK (3e du groupe B de l'EL1) - BSR Amiab Albacete (1er du groupe A de l'EL2) - Oldham Owls (1er du groupe B de l'EL2) | Poule B - CS Meaux BF (3e du groupe A de l'EL1) - DECO Amicacci Giulianova (3e du groupe C de l'EL1) - Kardemir Karabükspor Kulübü (1er du groupe C de l'EL2) - Bidaideak Bilbao BSR (1er du groupe D de l'EL1) |

| Toulouse Galatasaray Albacete Oldham Meaux Giulianova Karabük Bilbao |

#### Phase de groupes
Groupe A

| Groupe A | Groupe A           | Groupe A | Groupe A | Groupe A | Groupe A | Groupe A | Groupe A | Groupe A | Groupe A |
|          | Équipe             | Pts      | G        | P        | Pm       | Pe       | Diff     | Dép      | Moy      |
| -------- | ------------------ | -------- | -------- | -------- | -------- | -------- | -------- | -------- | -------- |
| 1        | BSR Amiab Albacete | 6        | 3        | 0        | 212      | 165      | +47      |          | 71-55    |
| 2        | Galatasaray SK     | 5        | 2        | 1        | 201      | 170      | +31      |          | 67-57    |
| 3        | Oldham Owls        | 4        | 1        | 2        | 195      | 195      | +0       |          | 65-65    |
| 4        | Toulouse Iron Club | 3        | 0        | 3        | 168      | 246      | -78      |          | 56-82    |

| Légende | Légende                       |
| ------- | ----------------------------- |
|         | Qualifié pour les 1/2 finales |
|         | Éliminé                       |

Groupe B

| Groupe B | Groupe B                    | Groupe B | Groupe B | Groupe B | Groupe B | Groupe B | Groupe B | Groupe B | Groupe B |
|          | Équipe                      | Pts      | G        | P        | Pm       | Pe       | Diff     | Dép      | Moy      |
| -------- | --------------------------- | -------- | -------- | -------- | -------- | -------- | -------- | -------- | -------- |
| 1        | DECO Amicacci Giulianova    | 5        | 2        | 1        | 216      | 211      | +5       | +4       | 72-70    |
| 2        | Bidaideak Bilbao BSR        | 5        | 2        | 1        | 221      | 216      | +5       | +1       | 74-72    |
| 3        | Kardemir Karabükspor Kulübü | 5        | 2        | 1        | 218      | 210      | +8       | -5       | 73-70    |
| 4        | CS Meaux BF                 | 3        | 0        | 3        | 183      | 201      | -18      |          | 61-67    |

| Légende | Légende                       |
| ------- | ----------------------------- |
|         | Qualifié pour les 1/2 finales |
|         | Éliminé                       |

#### Tableau final
Les équipes classées aux deux premières places de chaque groupe se disputent le titre.
|  | 1/2 finales               | 1/2 finales               |                    |    | Finale                    | Finale                    |
|  | 1/2 finales               | 1/2 finales               |                    |    | Finale                    | Finale                    |
|  |                           |                           |                    |    |                           |                           |
|  | 29 avril 2017, à Toulouse | 29 avril 2017, à Toulouse |                    |    | 30 avril 2017, à Toulouse | 30 avril 2017, à Toulouse |
|  | 29 avril 2017, à Toulouse | 29 avril 2017, à Toulouse |                    |    | 30 avril 2017, à Toulouse | 30 avril 2017, à Toulouse |
|  | BSR Amiab Albacete        | 85                        |                    |    | 30 avril 2017, à Toulouse | 30 avril 2017, à Toulouse |
|  | BSR Amiab Albacete        | 85                        |                    |    | 30 avril 2017, à Toulouse | 30 avril 2017, à Toulouse |
|  | Bidaideak Bilbao BSR      | 70                        |                    |    | 30 avril 2017, à Toulouse | 30 avril 2017, à Toulouse |
|  | Bidaideak Bilbao BSR      | 70                        | BSR Amiab Albacete | 61 |                           |                           |
|  | 29 avril 2017, à Toulouse |                           | BSR Amiab Albacete | 61 |                           |                           |
|  |                           | Galatasaray SK            | 63                 |    |                           |                           |
|  | DECO Amicacci Giulianova  | Galatasaray SK            | 63                 | 71 |                           |                           |
|  | DECO Amicacci Giulianova  |                           |                    | 71 |                           |                           |
|  | Galatasaray SK            | 77                        |                    |    |                           |                           |
|  | Galatasaray SK            | 77                        | 3e place           |    |                           |                           |
|  |                           |                           |                    |    |                           |                           |
|  | 30 avril 2017, à Toulouse |                           |                    |    |                           |                           |
|  |                           |                           |                    |    |                           |                           |
|  | Bidaideak Bilbao BSR      | 65                        |                    |    |                           |                           |
|  | Bidaideak Bilbao BSR      | 65                        |                    |    |                           |                           |
|  | DECO Amicacci Giulianova  | 82                        |                    |    |                           |                           |
|  | DECO Amicacci Giulianova  | 82                        |                    |    |                           |                           |

Les équipes classées aux deux dernières places de chaque groupe s'affrontent en match de classement.
|  | 5e place                    |    |
|  |                             |    |
|  | 29 avril 2017, à Toulouse   |    |
|  |                             |    |
|  | Oldham Owls                 | 43 |
|  | Oldham Owls                 | 43 |
|  | Kardemir Karabükspor Kulübü | 71 |
|  | Kardemir Karabükspor Kulübü | 71 |

|  | 7e place                  |    |
|  |                           |    |
|  | 29 avril 2017, à Toulouse |    |
|  |                           |    |
|  | Toulouse Iron Club        | 54 |
|  | Toulouse Iron Club        | 54 |
|  | CS Meaux BF               | 75 |
|  | CS Meaux BF               | 75 |

### Eurocup 3: Coupe Willi Brinkmann
L'EuroCup 3 est organisée à Yalova. Ramat Gan remplace les Italiens de Varèse, initialement qualifiés grâce à leur quatrième place du groupe A de l'Euroligue 1, juste devant les Israéliens. De même pour Le Cannet, repêché à la suite du forfait des Italiens de Padova, qui avaient pris la deuxième place du groupe B de l'Euroligue 2. Les deux poules sont composées de :
| Poule A - Yalova Ortapedikler SK (organisateur) - Fundación Grupo Norte Valladolid (4e du groupe B de l'EL1) - Beit Halochem Haïfa (2e du groupe A de l'EL2) - BasKI Neva Star (2e du groupe C de l'EL2) | Poule B - Ilan Ramat Gan (5e du groupe A de l'EL1) - ADM Econy Gran Canaria (4e du groupe C de l'EL1) - Hornets Le Cannet (5e du groupe B de l'EL1) - BKIS Nevskiy Alyans (2e du groupe D de l'EL2) |

| Yalova Valladolid Haïfa Neva Star Ramat Gan Gran Canaria Le Cannet Nevskiy Alyans |

#### Phase de groupes
Groupe A

| Groupe A | Groupe A                          | Groupe A | Groupe A | Groupe A | Groupe A | Groupe A | Groupe A | Groupe A | Groupe A |
|          | Équipe                            | Pts      | G        | P        | Pm       | Pe       | Diff     | Dép      | Moy      |
| -------- | --------------------------------- | -------- | -------- | -------- | -------- | -------- | -------- | -------- | -------- |
| 1        | Fundación Grupo Norte Valladolid  | 6        | 3        | 0        | 215      | 179      | +36      |          | 72-60    |
| 2        | Yalova Ortapedikler SK            | 5        | 2        | 1        | 220      | 186      | +34      |          | 73-62    |
| 3        | BasKI Neva Star Saint-Petersbourg | 4        | 1        | 2        | 173      | 179      | -6       |          | 58-60    |
| 4        | Beit Halochem Haïfa               | 3        | 0        | 3        | 156      | 220      | -64      |          | 52-73    |

| Légende | Légende                       |
| ------- | ----------------------------- |
|         | Qualifié pour les 1/2 finales |
|         | Éliminé                       |

Groupe B

| Groupe B | Groupe B                              | Groupe B | Groupe B | Groupe B | Groupe B | Groupe B | Groupe B | Groupe B | Groupe B |
|          | Équipe                                | Pts      | G        | P        | Pm       | Pe       | Diff     | Dép      | Moy      |
| -------- | ------------------------------------- | -------- | -------- | -------- | -------- | -------- | -------- | -------- | -------- |
| 1        | Hornets Le Cannet                     | 6        | 3        | 0        | 219      | 148      | +71      |          | 73-49    |
| 2        | ADM Econy Gran Canaria                | 5        | 2        | 1        | 189      | 184      | +5       |          | 63-61    |
| 3        | Ilan Ramat Gan                        | 4        | 1        | 2        | 201      | 215      | -14      |          | 67-72    |
| 4        | BKIS Nevskiy Alyans Saint-Petersbourg | 3        | 0        | 3        | 149      | 211      | -62      |          | 50-70    |

| Légende | Légende                       |
| ------- | ----------------------------- |
|         | Qualifié pour les 1/2 finales |
|         | Éliminé                       |

#### Tableau final
Les équipes classées aux deux premières places de chaque groupe se disputent le titre.
|  | 1/2 finales                      | 1/2 finales       |                                  |    | Finale        | Finale        |
|  | 1/2 finales                      | 1/2 finales       |                                  |    | Finale        | Finale        |
|  |                                  |                   |                                  |    |               |               |
|  | 29 avril 2017                    | 29 avril 2017     |                                  |    | 30 avril 2017 | 30 avril 2017 |
|  | 29 avril 2017                    | 29 avril 2017     |                                  |    | 30 avril 2017 | 30 avril 2017 |
|  | Fundación Grupo Norte Valladolid | 77                |                                  |    | 30 avril 2017 | 30 avril 2017 |
|  | Fundación Grupo Norte Valladolid | 77                |                                  |    | 30 avril 2017 | 30 avril 2017 |
|  | ADM Econy Gran Canaria           | 64                |                                  |    | 30 avril 2017 | 30 avril 2017 |
|  | ADM Econy Gran Canaria           | 64                | Fundación Grupo Norte Valladolid | 75 |               |               |
|  | 29 avril 2017                    |                   | Fundación Grupo Norte Valladolid | 75 |               |               |
|  |                                  | Hornets Le Cannet | 81                               |    |               |               |
|  | Hornets Le Cannet                | Hornets Le Cannet | 81                               | 79 |               |               |
|  | Hornets Le Cannet                |                   |                                  | 79 |               |               |
|  | Yalova Ortapedikler SK           | 60                |                                  |    |               |               |
|  | Yalova Ortapedikler SK           | 60                | 3e place                         |    |               |               |
|  |                                  |                   |                                  |    |               |               |
|  | 30 avril 2017                    |                   |                                  |    |               |               |
|  |                                  |                   |                                  |    |               |               |
|  | ADM Econy Gran Canaria           | 68                |                                  |    |               |               |
|  | ADM Econy Gran Canaria           | 68                |                                  |    |               |               |
|  | Yalova Ortapedikler SK           | 72                |                                  |    |               |               |
|  | Yalova Ortapedikler SK           | 72                |                                  |    |               |               |

Les équipes classées aux deux dernières places de chaque groupe s'affrontent en match de classement.
|  | 5e place                          |    |
|  |                                   |    |
|  | 29 avril 2017, à                  |    |
|  |                                   |    |
|  | BasKI Neva Star Saint-Petersbourg | 84 |
|  | BasKI Neva Star Saint-Petersbourg | 84 |
|  | Ilan Ramat Gan                    | 60 |
|  | Ilan Ramat Gan                    | 60 |

|  | 7e place                              |    |
|  |                                       |    |
|  | 29 avril 2017, à                      |    |
|  |                                       |    |
|  | Beit Halochem Haïfa                   | 44 |
|  | Beit Halochem Haïfa                   | 44 |
|  | BKIS Nevskiy Alyans Saint-Petersbourg | 81 |
|  | BKIS Nevskiy Alyans Saint-Petersbourg | 81 |

### Eurocup 4: Challenge Cup
L'EuroCup 4 est organisée à Vigo. Les deux poules sont composées de :
| Poule A - CD Amfiv Vigo (organisateur) - SC DeVeDo (3e du groupe B de l'EL2) - London Titans (3e du groupe D de l'EL2) - HSB Marseille (1er du groupe B de l'EL3) | Poule B - TSK Rehab Merkezi Engelliler SK (3e du groupe A de l'EL2) - Pilatus Dragons RCZS (3e du groupe C de l'EL2) - Rhine River Rhinos Wiesbaden (1er du groupe A de l'EL3) - WB Studánka Pardubice (1er du groupe C de l'EL3) |

| Vigo DeVeDo Londres Marseille Pendik Pilatus Dragons Wiesbaden Pardubice |

#### Phase de groupes
Groupe A

| Groupe A | Groupe A      | Groupe A | Groupe A | Groupe A | Groupe A | Groupe A | Groupe A | Groupe A | Groupe A |
|          | Équipe        | Pts      | G        | P        | Pm       | Pe       | Diff     | Dép      | Moy      |
| -------- | ------------- | -------- | -------- | -------- | -------- | -------- | -------- | -------- | -------- |
| 1        | CD Amfiv Vigo | 6        | 3        | 0        | 245      | 166      | +79      |          | 82-55    |
| 2        | London Titans | 5        | 2        | 1        | 179      | 178      | +1       |          | 60-59    |
| 3        | HSB Marseille | 4        | 1        | 2        | 162      | 192      | -30      |          | 54-64    |
| 4        | SC DeVeDo     | 3        | 0        | 3        | 155      | 205      | -50      |          | 52-68    |

| Légende | Légende                       |
| ------- | ----------------------------- |
|         | Qualifié pour les 1/2 finales |
|         | Éliminé                       |

Groupe B

| Groupe B | Groupe B                        | Groupe B | Groupe B | Groupe B | Groupe B | Groupe B | Groupe B | Groupe B | Groupe B |
|          | Équipe                          | Pts      | G        | P        | Pm       | Pe       | Diff     | Dép      | Moy      |
| -------- | ------------------------------- | -------- | -------- | -------- | -------- | -------- | -------- | -------- | -------- |
| 1        | Rhine River Rhinos Wiesbaden    | 6        | 3        | 0        | 215      | 112      | +103     |          | 72-37    |
| 2        | TSK Rehab Merkezi Engelliler SK | 5        | 2        | 1        | 161      | 159      | +2       |          | 54-53    |
| 3        | Pilatus Dragons RCZS            | 4        | 1        | 2        | 167      | 150      | +17      |          | 56-50    |
| 4        | WB Studánka Pardubice           | 3        | 0        | 3        | 124      | 246      | -122     |          | 41-82    |

| Légende | Légende                       |
| ------- | ----------------------------- |
|         | Qualifié pour les 1/2 finales |
|         | Éliminé                       |

#### Tableau final
Les équipes classées aux deux premières places de chaque groupe se disputent le titre.
|  | 1/2 finales                     | 1/2 finales                   |               |    | Finale                        | Finale                        |
|  | 1/2 finales                     | 1/2 finales                   |               |    | Finale                        | Finale                        |
|  |                                 |                               |               |    |                               |                               |
|  | 29 avril 2017, à Vigo (Navia)   | 29 avril 2017, à Vigo (Navia) |               |    | 30 avril 2017, à Vigo (Navia) | 30 avril 2017, à Vigo (Navia) |
|  | 29 avril 2017, à Vigo (Navia)   | 29 avril 2017, à Vigo (Navia) |               |    | 30 avril 2017, à Vigo (Navia) | 30 avril 2017, à Vigo (Navia) |
|  | CD Amfiv Vigo                   | 59                            |               |    | 30 avril 2017, à Vigo (Navia) | 30 avril 2017, à Vigo (Navia) |
|  | CD Amfiv Vigo                   | 59                            |               |    | 30 avril 2017, à Vigo (Navia) | 30 avril 2017, à Vigo (Navia) |
|  | TSK Rehab Merkezi Engelliler SK | 50                            |               |    | 30 avril 2017, à Vigo (Navia) | 30 avril 2017, à Vigo (Navia) |
|  | TSK Rehab Merkezi Engelliler SK | 50                            | CD Amfiv Vigo | 68 |                               |                               |
|  | 29 avril 2017, à Vigo (Bouzas)  |                               | CD Amfiv Vigo | 68 |                               |                               |
|  |                                 | Rhine River Rhinos Wiesbaden  | 59            |    |                               |                               |
|  | Rhine River Rhinos Wiesbaden    | Rhine River Rhinos Wiesbaden  | 59            | 61 |                               |                               |
|  | Rhine River Rhinos Wiesbaden    |                               |               | 61 |                               |                               |
|  | London Titans                   | 52                            |               |    |                               |                               |
|  | London Titans                   | 52                            | 3e place      |    |                               |                               |
|  |                                 |                               |               |    |                               |                               |
|  | 30 avril 2017, à Vigo (Navia)   |                               |               |    |                               |                               |
|  |                                 |                               |               |    |                               |                               |
|  | TSK Rehab Merkezi Engelliler SK | 57                            |               |    |                               |                               |
|  | TSK Rehab Merkezi Engelliler SK | 57                            |               |    |                               |                               |
|  | London Titans                   | 49                            |               |    |                               |                               |
|  | London Titans                   | 49                            |               |    |                               |                               |

Les équipes classées aux deux dernières places de chaque groupe s'affrontent en match de classement.
|  | 5e place                      |    |
|  |                               |    |
|  | 29 avril 2017, à Vigo (Navia) |    |
|  |                               |    |
|  | HSB Marseille                 | 59 |
|  | HSB Marseille                 | 59 |
|  | Pilatus Dragons RCZS          | 68 |
|  | Pilatus Dragons RCZS          | 68 |

|  | 7e place                       |    |
|  |                                |    |
|  | 29 avril 2017, à Vigo (Bouzas) |    |
|  |                                |    |
|  | SC DeVeDo                      | 53 |
|  | SC DeVeDo                      | 53 |
|  | WB Studánka Pardubice          | 66 |
|  | WB Studánka Pardubice          | 66 |

## Classements finaux
|                    | EuroCup 1 Coupe des Clubs Champions | EuroCup 1 Coupe des Clubs Champions | EuroCup 2 Coupe André Vergauwen | EuroCup 2 Coupe André Vergauwen | EuroCup 3 Coupe Willi Brinkmann       | EuroCup 3 Coupe Willi Brinkmann | EuroCup 4 Challenge Cup         | EuroCup 4 Challenge Cup |
| Rang               | Équipe                              | V-D                                 | Équipe                          | V-D                             | Équipe                                | V-D                             | Équipe                          | V-D                     |
| ------------------ | ----------------------------------- | ----------------------------------- | ------------------------------- | ------------------------------- | ------------------------------------- | ------------------------------- | ------------------------------- | ----------------------- |
| Médaille d'or      | CD Ilunion Madrid                   | 5-0                                 | Galatasaray SK                  | 4-1                             | Hornets Le Cannet                     | 5-0                             | CD Amfiv Vigo                   | 5-0                     |
| Médaille d'argent  | Unipol Sai Briantea84 Cantù         | 3-2                                 | BSR Amiab Albacete              | 4-1                             | Fundación Grupo Norte Valladolid      | 4-1                             | Rhine River Rhinos Wiesbaden    | 4-1                     |
| Médaille de bronze | RSV Lahn-Dill                       | 3-2                                 | DECO Amicacci Giulianova        | 3-2                             | Yalova Ortapedikler SK                | 3-2                             | TSK Rehab Merkezi Engelliler SK | 3-2                     |
| 4                  | RSB Thüringia Bulls                 | 2-3                                 | Bidaideak Bilbao BSR            | 2-3                             | ADM Econy Gran Canaria                | 2-3                             | London Titans                   | 2-3                     |
| 5                  | Beşiktaş JK Hyères HC               | 1-2                                 | Kardemir Karabükspor Kulübü     | 3-1                             | BasKI Neva Star Saint-Petersbourg     | 2-2                             | Pilatus Dragons RCZS            | 2-2                     |
| 6                  | Beşiktaş JK Hyères HC               | 1-2                                 | Oldham Owls                     | 1-3                             | Ilan Ramat Gan                        | 1-3                             | HSB Marseille                   | 1-3                     |
| 7                  | BG Baskets Hamburg GSD Porto Torres | 0-3 1-2                             | CS Meaux BF                     | 1-3                             | BKIS Nevskiy Alyans Saint-Petersbourg | 1-3                             | WB Studánka Pardubice           | 1-3                     |
| 8                  | BG Baskets Hamburg GSD Porto Torres | 0-3 1-2                             | Toulouse Iron Club              | 0-4                             | Beit Halochem Haïfa                   | 0-4                             | SC DeVeDo                       | 0-4                     |

## Classement IWBF des clubs à l'issue de la saison
L'IWBF édite chaque année un classement basé sur les performances des clubs dans les compétitions européennes sur les trois dernières années. Il permet de répartir les équipes dans les trois niveaux du tour préliminaire de l'Euroleague.
Classement arrêté à la fin de la saison 2016-2017
| Place | Équipe                                | Points | Évolution après 2016 |
| ----- | ------------------------------------- | ------ | -------------------- |
| 1     | CD Ilunion Madrid                     | 298    | en stagnation        |
| 2     | RSV Lahn-Dill                         | 287    | en stagnation        |
| 3     | Unipol Sai Briantea84 Cantú           | 283    | en stagnation        |
| 4     | RSB Thüringia Bulls                   | 264    | +2                   |
| 5     | Beşiktaş JK                           | 257    | +2                   |
| 6     | GSD Porto Torres                      | 255    | +1                   |
| 7     | Galatasaray SK                        | 252    | -2                   |
| 8     | BG Baskets Hamburg                    | 236    | +2                   |
| 9     | Hyères HC                             | 214    | +4                   |
| 10    | CS Meaux BF                           | 210    | -1                   |
| 11    | DECO Amicacci Giulianova              | 209    | +1                   |
| 12    | BSR Fundacion Grupo Norte Valladolid  | 184    | +3                   |
| 13    | BSR Amiab Albacete                    | 174    | +17                  |
| 14    | Toulouse IC                           | 170    | +4                   |
| 15    | Oldham Owls                           | 166    | +11                  |
| 15    | Ilan Ramat Gan                        | 166    | +1                   |
| 17    | Hornets Le Cannet                     | 162    | en stagnation        |
| 18    | ASD Handicap Sport Cimberio Varese    | 154    | +4                   |
| 19    | BSR ACE Gran Canaria                  | 153    | -1                   |
| 20    | Bidaideak Bilbao BSR                  | 152    | +17                  |
| 21    | BKIS Nevskiy Alyans Sankt-Petersbourg | 143    | +3                   |
| 22    | Yalova Ortopedikler SK                | 142    | +5                   |
| 23    | SSD Santa Lucia Sport                 | 276    | -19                  |
| 24    | Kardemir Karabükspor Kulübü           | 129    | +25                  |
| 25    | Beit Halochem Tel Aviv                | 126    | -5                   |
| 26    | Interwetten Coloplast Sitting Bulls   | 111    | -6                   |
| 26    | Beit Halochem Haifa                   | 111    | +2                   |
| 28    | Padova Millennium Basket ONLUS        | 105    | -5                   |
| 28    | BasKi Neva Star Sankt-Petersbourg     | 105    | +12                  |
| 30    | BSR Getafe                            | 96     | -19                  |
| 31    | Pilatus Dragons RCZS                  | 93     | en stagnation        |
| 32    | RSC Köln 99ers                        | 85     | -7                   |
| 32    | TSK Rehab Merkezi ESK                 | 85     | +12                  |
| 34    | BSC Rollers Zwickau                   | 84     | -20                  |
| 35    | Rhine River Rhinos Wiesbaden          | 70     | +?                   |
| 36    | London Titans                         | 69     | +?                   |
| 37    | SC Devedo                             | 63     | +10                  |
| 38    | CD Amfiv Vigo                         | 60     | +?                   |
| 38    | Meylan Grenoble HB                    | 60     | en stagnation        |
| 40    | CTH Lannion                           | 59     | -1                   |
| 41    | Antwerp GEMBO Players                 | 58     | +1                   |
| 42    | KKI Vrbas Banja Luka                  | 57     | +5                   |
| 43    | Léopards de Guyenne Bordeaux          | 55     | -7                   |
| 44    | Les Aigles de Meyrin                  | 54     | -3                   |
| 45    | CP Mideba Extremadura                 | 52     | -12                  |
| 46    | CAPSAAA Paris                         | 46     | -3                   |
| 46    | KK Turkcell Lefkoşa                   | 46     | -12                  |
| 48    | HSB Marseille                         | 42     | entrée               |
| 49    | Goldmann Dolphins Trier               | 40     | -14                  |
| 50    | WB Studánka Pardubice                 | 39     | entrée               |
| 50    | SC Only Friends Amsterdam             | 39     | +?                   |
| 50    | Krylja Barsa Kazan                    | 39     | +?                   |